# Messier 102
A Messier 102 a Messier-katalógus egyik olyan objektuma, amelynek azonosítása még ma is kétséges. Az objektumot Pierre Méchain fedezte fel, majd felfedezéséről értesítette barátját, Charles Messier-t. Messier az adatok ellenőrzése nélkül adta hozzá katalógusához a felfedezést, és mivel valószínűsíthető, hogy Méchain adatai hibásak voltak, a mai napig nem dönthető el egyértelműen, hogy pontosan melyik mélyégobjektumról lehet szó. A két legvalószínűbb jelölt az NGC 5866 és a Messier 101. Méchain véleménye szerint a Messier 101, míg a történelmi bizonyítékok inkább a NGC 5866-ra mutatnak. A NASA egynek tekinti a NGC 5866-tal.

## Lehetséges jelöltek

### NGC 5866

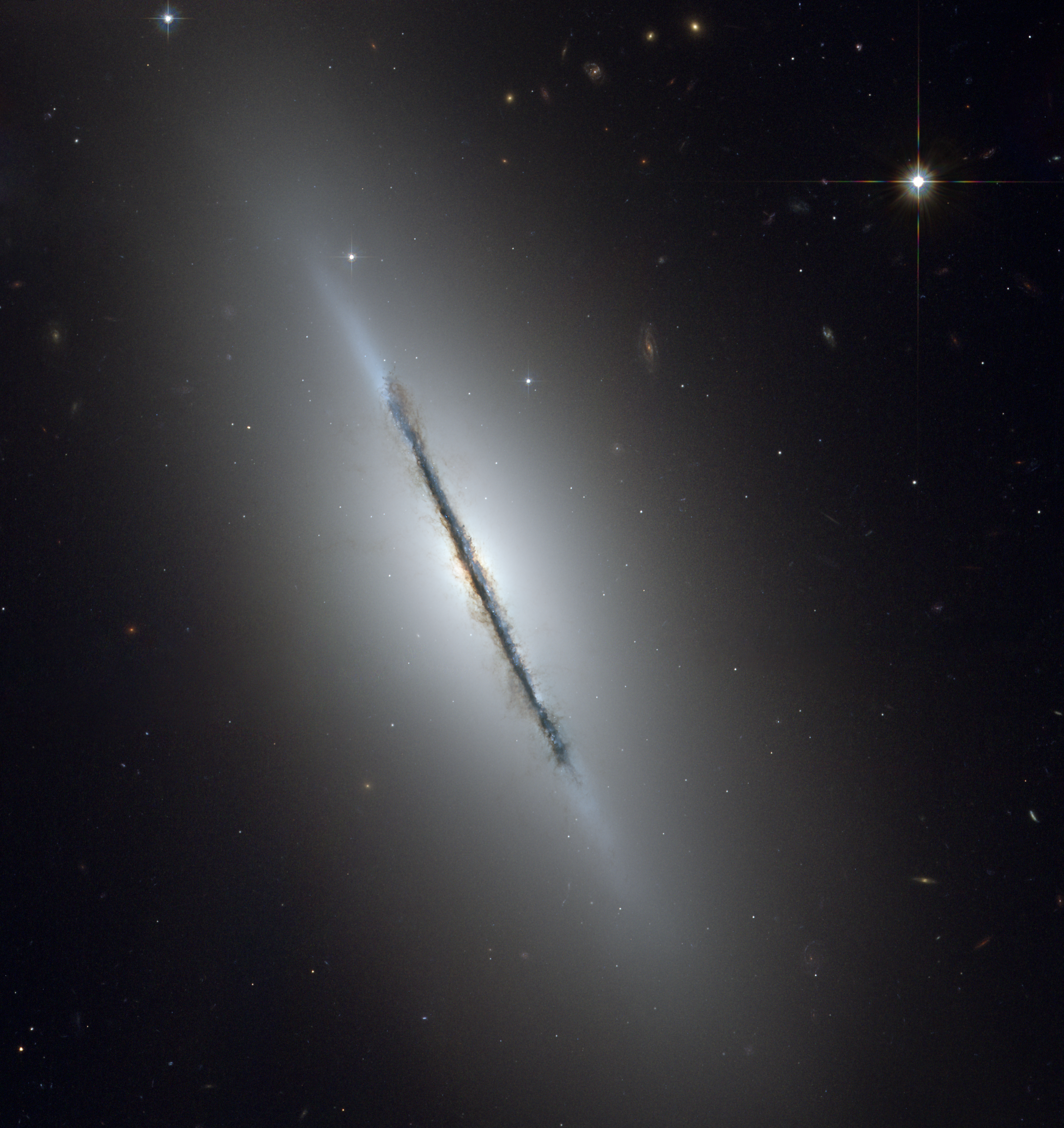
A Hubble űrtávcső felvétele az NGC 5866-ról

Az egyik lehetőség az, hogy a Draco (Sárkány) csillagképben található NGC 5866 nevű lentikuláris galaxis a szóban forgó objektum. A galaxis nagyban egyezik Pierre Méchain leírásával, amely az 1781-es Messier-katalógusban jelent meg, illetve az objektum pozíciójával, amelyet Charles Messier adott meg.

### Messier 101

A Hubble űrtávcső képe a Messier 101-ről

Elképzelhető, hogy az M101 nevű spirálgalaxis duplikációjáról van szó. A galaxis az Ursa Major csillagképben található.
Ez az utóbbi a valószínűbb, mivel maga Méchain írta meg a német kiadáshoz, hogy az M101 és M102 azonosak, ami az észleléshez használt csillagtérkép hibájából adódott. A levelet, amelyben ezt kifejtette kiadták kétszer is, először franciául Memoirs (1782) címen, majd németül Berliner Astronomisches Jahrbuch (1786) címen.

### További jelöltek
- NGC 5879[5]
- NGC 5907[5]
- NGC 5908[5]
- NGC 5928[5][6]